# کریستیانو باچی
کریستیانو باچی (انگلیسی: Cristiano Bacci؛ زادهٔ ۶ ژوئیهٔ ۱۹۷۵) بازیکن فوتبال اهل ایتالیا است.
از باشگاه‌هایی که در آن بازی کرده‌است می‌توان به البیا کالچو ۱۹۰۵، باشگاه فوتبال آ.اس. رم، باشگاه فوتبال پرو ورچلی، و باشگاه فوتبال ویرتوس انتلا اشاره کرد.